# 郝柏村
郝 柏村（かく はくそん、1919年〈民国8年〉7月13日 - 2020年〈民国109年〉3月30日）は、中華民国の軍人、政治家。字は伯春、中華民国陸軍一級上将、卿雲勲章、雲麾勲章および虎字栄誉旗を授章。江蘇省塩城県出身。中華民国参謀総長、中華民国国防部部長、そして国軍退役後には行政院長（首相格）を務めた。これは陳誠以降2つの軍の最高職並びに行政院長を唯一務めた人物である。
2006年12月から2014年12月まで台北市長を務めた郝龍斌は長男である。

## 経歴

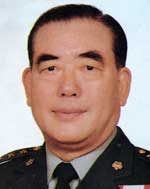
陸軍将官服姿の郝柏村，1990年代頃

1919年7月13日、江蘇省塩城県にて出生。1935年に陸軍軍官学校の砲兵科12期生として入学、1938年1月20日に日中戦争の情勢の緊張に伴い、期間前に卒業したのち河南省零陵に疎開していた南京砲兵学校に配属され、ソ連から供与された火砲の射撃技術を学ぶ。1938年より1939年10月にかけて広州の戦い及び皖南戦役に参加。1940年に砲兵学校の課程を修了したのち、第7砲兵旅団14連隊2大隊5中隊の小隊長に中尉として任官し中隊長の代理を務め、湖南省邵陽に駐在する部隊として、江西省興安一帯の守備にあたる。1942年秋、中国遠征軍砲兵第1旅団補充連隊2大隊大尉大隊付を経て2大隊6中隊長となる。しかし緬北攻勢発動前の1943年末に帰国し、重慶の陸軍大学正規班に入学（20期生） 。なお、大戦中相次いで両親を亡くしているが、一度も帰郷する事は叶わななかった。1946年5月の卒業後、中佐に任ぜられ、陸軍総部三署二組参謀となる。1946年8月29日には顧祝同随員となり、のち砲兵12連隊2大隊長。1947年9月には東北部に配属される。遷台後は大佐に昇進、1955年まで国防部参謀総長室付参謀となる。
その後、1957年まで陸軍第三軍砲兵指揮部の指揮官をつとめる。1958年の金門砲戦勃発時、金門県を管轄する第9師団長として小金門を死守、この功績により雲麾勲章と虎字栄誉旗を受章、金門防衛司令部司令に任ぜられた。1962年の反攻大陸計画では郝が軍長として先陣を切る予定であったが、米国の反対により実現することはなかった。1977年4月、陸軍大将昇進と同時に国防部副参謀総長。
前任の中華民国国防部長郭寄嶠将軍の姪の郭婉華と結婚する。

## 参謀総長時代

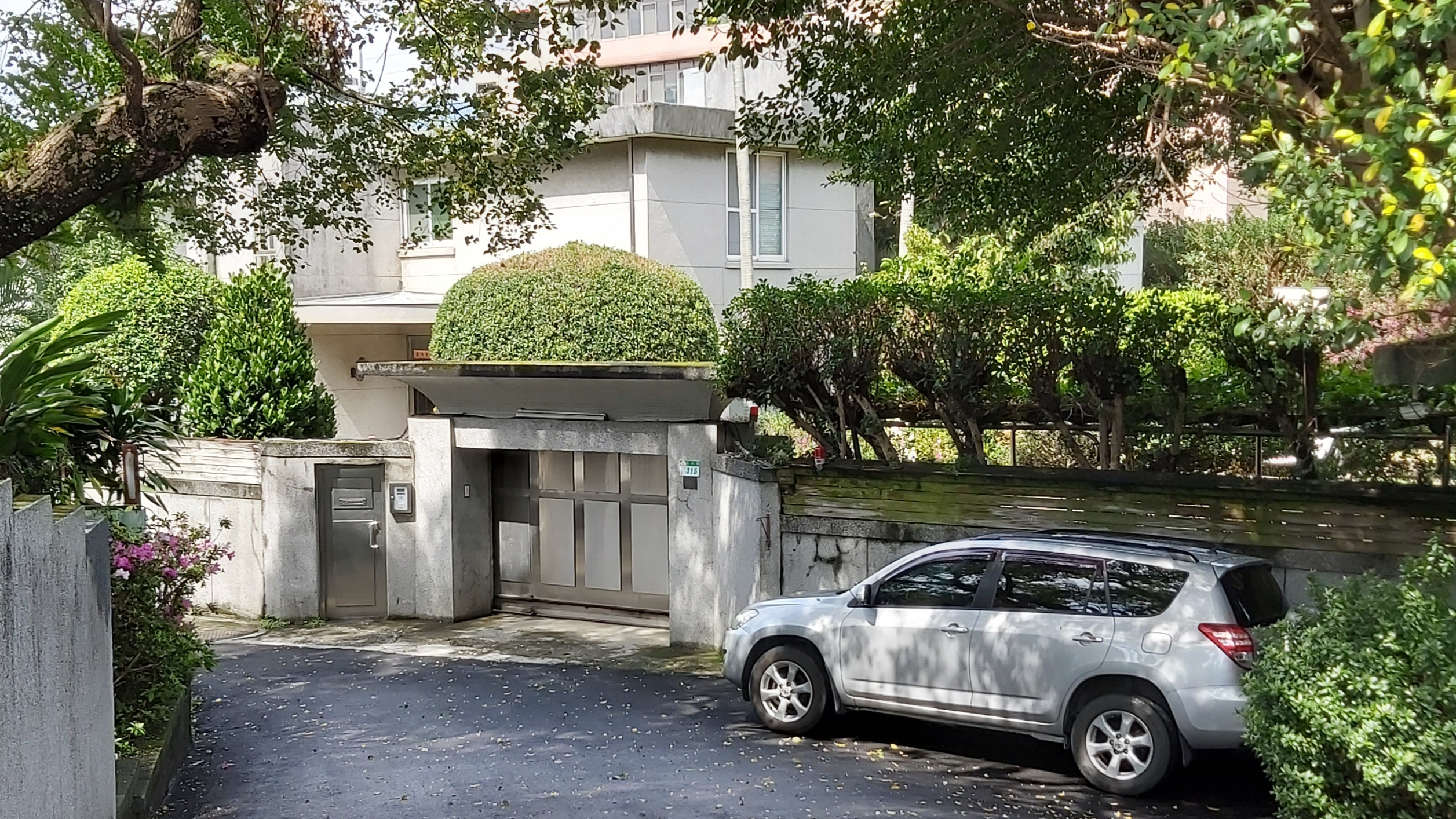
台北市士林区の自宅

1978年6月、陸軍総司令となる。1981年12月、蔣経国総統より一級上将および国防部参謀総長に任ぜられ、8年間在職した。参謀総長の任期は通常2年が基本であり、郝が最長である。
1988年1月、蔣経国が死去すると参謀総長としての立場からテレビ談話を発表し、混乱の収拾に務めた。
1988年5月、参謀総長7年目として権勢を奮っていた時、《遠見雑誌》のインタビューで「（新総統李登輝、財政を後ろ盾とした行政院長兪国華、国民党秘書長李煥の）配合は、間もなくとても良い協調をもたらすことだろう」と答えた。
党外の政治理論雑誌「自由時報」の創始者である鄭南榕は、かつて「軍のトップ郝柏村」は党軍意識が強く、強者が政治に干渉し、任期を何度も延長して軍事体制を弱体化させていると批判した。

## 行政院長時代

### 軍人の入閣
蔣経国の後任として李登輝が総統に就任した後、1989年に郝柏村は国防部長に就任した。1990年5月上旬、行政院長李煥が辞任すると、後任の行政院長候補が誰になるのかがマスコミの関心を集めていたが、5月2日に李登輝が郝柏村を行政院長に指名するという予想外のニュースが国民党内から飛び出したことで、たちまち外部から反発が起こった。また彼の軍事的地位の高さから、一部のメディアでは彼の軍事的地位を批判する声があがった。
例えば首都早報は5月3日、「軍隊編成内閣反対」と題した一面を大きく掲載した。 自立晩報は1990年5月3日付の社説に「無言」の文字を掲載した。また作家の苦苓（王裕仁）は自立晩報のコラムで「国が滅びるなら鬼が出るに決まっている」「四十九日間、書くのを辞める」と発表した。1990年5月19日、学生運動と軍事介入に反対する全国連合は、中正紀念堂で「軍事結成に反対する520行動」と「帰還」の抗議行動を開始した。
野党の民進党も、李登輝が招集した国是会議から撤退すると脅した。 一方、国民党は米国の例を参考にして反発し、結局、民進党の強いボイコットにもかかわらず、郝柏村は国民党が多数を占める立法院の投票で当選し、6月1日に就任した。

### 蔣仲苓事件
1991年12月、李登輝は蔣仲苓を一等陸将に昇格させて在任させたいと考えていた。 一等提督に昇格した以上、蔣仲苓はその年齢で引退することに困ることはなかった。
郝柏村立即大為反對，原來前總統蔣經國早年曾於國防部中任職，更曾任國防部長，後來定下不成文的規矩：凡升一級上將者，必須有重大戰功或曾出任參謀總長才能升為一級上將（例如郝柏村本人）。當時更有人建議蔣經國升為一級上將，但被蔣經國以未曾出任參謀總長而拒絕。而且，一級上將幾乎是等同美國的五星上將，是較為罕有，而不能隨便提升的。
由於當時憲法規定，行政院是最高行政機構。總統須依法任用官員，依法即內閣首長要副署。郝柏村堅不副署，所以此議擱置。
後來繼郝柏村後出任參謀總長的陳燊齢任職屆滿，李登輝不予續任。按照規矩應輪由海軍總司令葉昌桐繼任，李登輝卻起用已經退役的前海軍總司令劉和謙。李登輝所持的理由是海軍當中有人反對，指葉氏與海軍基層嚴重脫節，受郝柏村的陸軍主義影響。而劉和謙則在海軍中輩分高，但在現代戰略上仍不斷與時並進。儘管郝柏村認為李登輝之所以不給葉昌桐繼任，是因為以葉氏是郝柏村的人，但這次人事命令歸三軍統帥，郝柏村只有副署。
此時李登輝重提蔣仲苓升一級上將案，郝柏村忍無可忍，決定商請彭孟緝、黄杰、薛岳等戰略顧問助陣，擺明要杯葛到底。雙方關係呈現緊張態勢。最後，當事人蔣仲苓自己出面打圓場，此案暫告落幕。
1992年6月，李登輝要總統府秘書長蔣彦士轉告郝柏村，不久將發表蔣仲苓為一級上將，請郝柏村簽署。郝柏村的反應是不簽署，並呈請辭職。李登輝不接受郝柏村辭職。最後蔣仲苓升一級上將案，不得不收回。最後蔣仲苓如期退役，轉任戰略顧問。後來再出任國防部長。
自此以後，李登輝對閣揆副署權耿耿於懷，最後成功修憲，廢除閣揆副署權。

### 軍事会議と李登輝との対立
葉菊蘭が夫である鄭南榕が焼身自殺した年に台北市南区から立法委員に当選すると、彼女は郝柏村の越権行為を追及した。それは郝柏村が毎月行政院に参謀総長から軍団長クラスに至る高級軍人を呼び、軍事報告を受け、軍事会議を開いているといったことについて、軍政軍令の分立を破壊し、総統の統帥権を侵害しているということについてであった。民進党はこれについて大いに批判した。
それについて郝柏村は「この件に関しては軍政の範囲内にあり、国防部長が軍に関して装備、兵力、軍事費について知るべきである。また、私の職権である軍令の範囲内ではなく、私が越権行為をしたわけではない。」と答弁した。
：「這是屬於軍政範圍內的事，國防部長要用多少裝備、多少軍隊、花多少錢，這些事我該知道呀！又不屬於不歸我職權的軍令範圍，我所做所為並沒有逾權啊！」
對於輿論的指責，郝柏村向總統府聯絡，希望向李登輝總統親自解釋，但卻得不到回應。在總統府例行記者會上，發言人引述李登輝在8月1日接見軍事將領的談話說：「每一個人都應該對國家效忠，這是一個新方向，同時，我們做任何事情不要看人，要看國家。」這一句說話，郝柏村本人視為李登輝在背後刺他一刀。
而郝柏村在立法院中，除了被民進黨杯葛以外，親李的國民黨的主流派立委也為難郝柏村，只有軍系立委與新國民黨連線支持郝柏村。
國防部長陳履安在任內被李登輝提名為監察院長，而郝柏村表示自己不知情，「看報紙才知道」。以此事象徵李登輝調動閣員不與行政院長商量。

### 支持台塑建六輕
1990年10月20日，郝柏村在行政院院會中指示，認為有環保爭議的第六套輕油裂解廠是「政府核定的重大經建計畫，因此一定要建。國家建設所考量的是整體的利益，不能因一地或一少部分人利益而否決全民利益」。不顧民意反對之六輕建成後出現環保爭議，雖六輕約有六成的產品出口，但二氧化碳的排放量約為台灣的總排放量的1/4，每年產生1萬6000噸的硫氧化物與3340噸的懸浮微粒，為台灣最大的污染源。，又因經營者台塑企業建廠之初即將設備成本壓縮到同行業者的60%左右，無視臨海地區海風所必然衍生的管線鏽蝕問題，管線大量使用較便宜的低合金鋼，而非較貴的不鏽鋼。使管線迅速老舊，並大量使用廉價的外勞（雖然有規定須進用本勞，才能僱用一定倍數的外勞），導致公安意外事故頻傳。

### 辞職
郝柏村在行政院長任內以強硬作風著名，被認為是激化朝野對立，不只民進黨反對，連集思會等部分國民黨主流派立委亦有反對意見。1992年末，立法院進行全面改選，李登輝以「建立行政院向立法院負責」為由，要求郝柏村辭職，而郝柏村本人堅持由國民黨中常會通過才辭職，雙方相峙不下，直至1993年初國民大會閉幕時，民進黨國代與一些國民黨主流派國代大呼郝柏村下台，郝不甘受辱，在高呼「中華民國萬歲，消滅臺獨」後宣布辭職。
1993年8月在國民黨黨代表大會中，被推舉為國民黨副主席，與副總統李元簇、司法院長林洋港、新任行政院長連戦並列。

## 副総統選挙への出馬
1996年には、国民党主席の李登輝を代表する「主流派」との意見不一致のため、国民党「非主流派」は林洋港を総統候補、郝柏村を副総統候補に擁立した。国民党執行部から2人は除名されたが、総統選挙に臨み160万票、14.9％を獲得した。

## 引退後
2005年2月6日に中国国民党の党籍を回復し、同時に中央評議委員会（中評委）主席団主席に招聘された。
2020年3月30日、多臓器不全のため死去。享年100。

## 発言録
郝柏村は李煥・邱創煥ら国民党保守派とともに「法統」の維持（委任選挙方式）を主張して李登輝の憲政改革は法理独立であるとして反対した。
2014年7月に中国大陸（中華人民共和国）を訪問して盧溝橋事件（七七事変）の記念行事に参加し、中国中央テレビのインタビューで中華人民共和国国歌の「義勇軍進行曲」を歌って物議を醸した。對此郝柏村指義勇軍進行曲在抗戰時期大街小巷人人都會唱。7月7日，在參訪盧溝橋時，在中共中央總書記習近平發表「共產黨是領導抗日戰爭中的領導」論點後前腳剛走，後腳剛踏進館內的郝柏村除了大聲強調對日抗戰是蔣委員長領導這點歷史不容抹滅外，甚至質問館內嚮導人員共赴國難宣言在哪裡，並且直轟館內完全不提國軍抗戰貢獻，引起館內嚮導人員尷尬，並把郝柏村請走，而此舉談話引起海內外媒體高度重視，認為是搧中共一巴掌，而中共則避談此問題。
郝柏村於2014年5月10日出席新同盟會成立二十周年慶祝大會時表示，郝柏村「生為中國國民黨的黨員，死為中國國民黨的黨魂」因此，個人總是以一個傳教士的態度，在任何場合都要為效忠中華民國、捍衛中華民國而奮鬥。郝柏村認為，總統馬英九是個厚道、善良的領導人，或許民眾對他的施政作為不盡滿意，「包括我個人在內」，但不能因為對他不滿就不投國民黨，應把個人對馬總統的不滿意跟投票捍衛中華民國的基本任務切開。另外，郝柏村指責「這次所謂的太陽花學運，不是學運，他們攻占了立法院、行政院，這是政變，這是暴動！把過去60年來建立的民主聲譽，破壞無虞，我個人感覺非常痛心」。
2014年9月に郝柏村は中華民国である台湾の将来は中国人が決めると述べた。

### 中国共産党に対する発言
- 「中共は統戦（統一戦線）のために黄埔軍校同学会（中国語版）を設立した。全くおかしく恥ずべきだ。我々黄埔軍官学校の子供は騙されない」（1984）。[38]
- 「中共とイギリスは中英聯合声明で大陰謀、大騙局、大統戦を行った。この作用は二つある。一つ目は我が国への統戦である。一国二制度による解決がいわゆる台湾問題を解決するものであるという事をうやむやにしてしまった。二つ目は、香港を事実上チベットと同じ状態にしてしまった事だ」（1984）「中共の策略は統戦で敵陣内部から攻めることだ」（1988）[39]
- 「一樁大陸妻子控告案，在台灣結婚近四十年已做了祖父的老兵鄭元貞在台婚姻竟被法院判決撤銷，這又中了中共企圖以家務打亂社會的陰謀。」（1988）[40]
- 「早朝共産党軍は天安門で学生の血まみれの虐殺を開始し、戦車で蹂躙した。中共は軍隊を使って民主化運動を抑圧した。中共は政治力を維持するために軍隊に完全に依存している。統戦はまやかしであることが露呈した」（1989）[41]。